# 68

## Události
- počátek vlády království Fu-nan na území dnešní Kambodže

## Úmrtí
- 25. dubna – Marek Evangelista, autor nejkratšího kanonického evangelia (* ?)
- 9. června – Nero, římský císař byl nucen spáchat sebevraždu poté, co byl označen za nepřítele senátu a lidu římského (* 15. prosince 37)

## Hlavy států
- Papež – Linus? (64/65/66/67/68/69–77/78/79)
- Římská říše – Nero (54–68) » Galba (68–69)
- Parthská říše – Vologaisés I. (51–77/78)
- Kušánská říše – Kudžúla Kadphises (30–90)
- Čína, dynastie Chan (206 př. n. l. – 220 n. l.) – Ming-ti